# Хернёсанд
Хернёсанд (швед. Härnösand) — город в Швеции, административный центр Вестерноррландского лена и одноименной коммуны.
Расположен частично на материке, частично на острове Хернён.

## История
Основан в 1585 году королём Юханом III. В 1647 году стал резиденцией епископа. В 1721 году в ходе Северной войны город был сожжён русскими войсками. В XIX веке Хернёсанд был вторым по величине городом Норрланда и играл значительную роль в его торговой и культурной жизни.

## Галерея

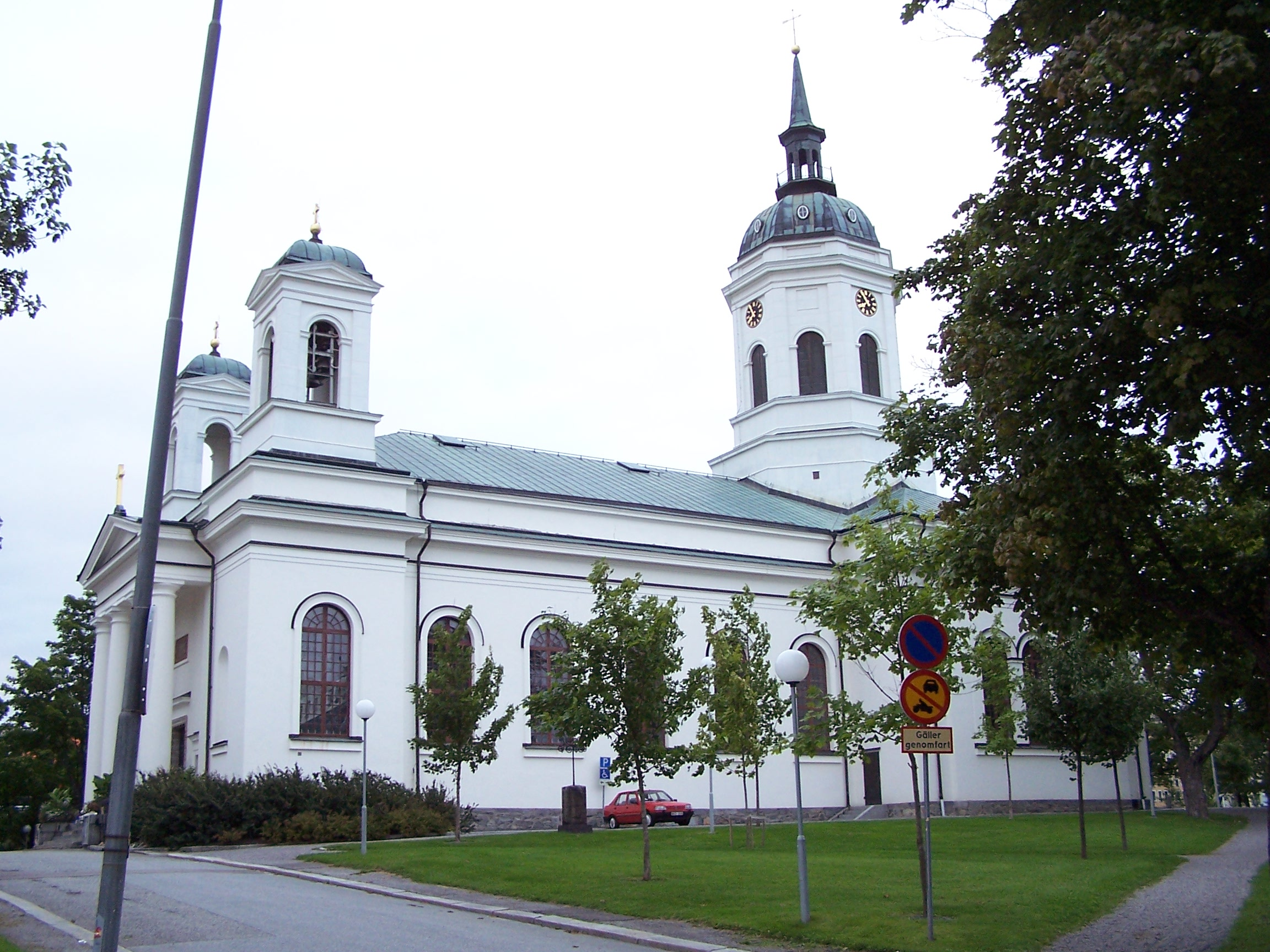
Кафедральный собор Хернёсанда
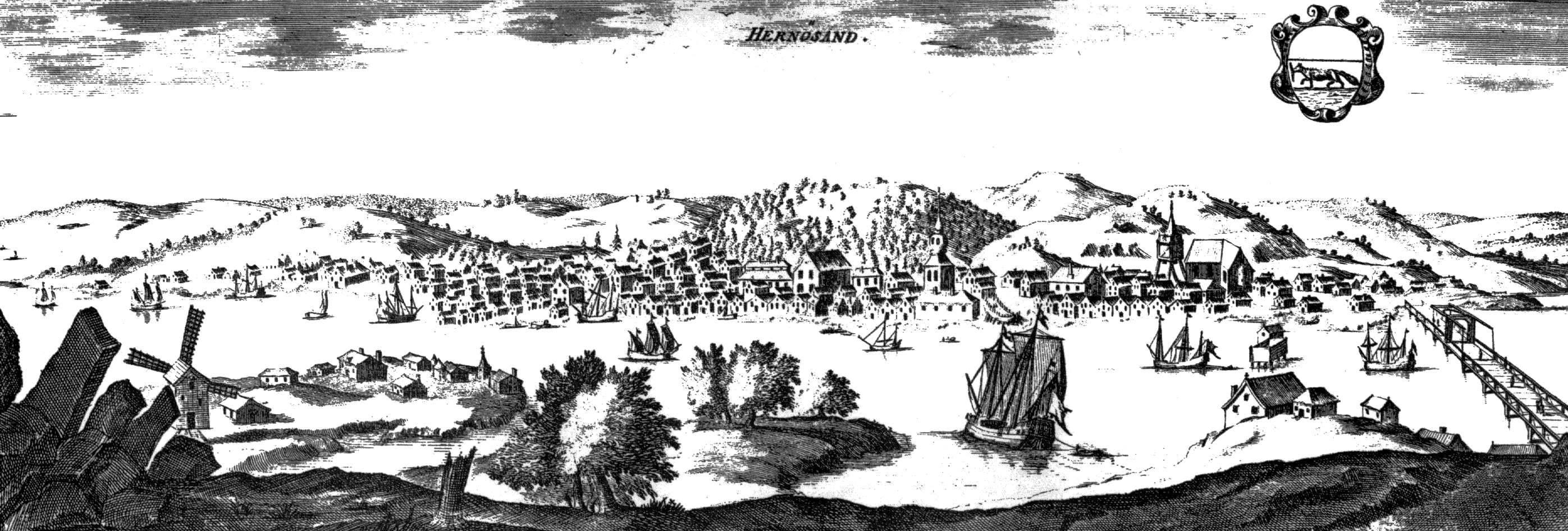
Вид на Хернёсанд с моря. Гравюра примерно 1700 года